# 斯特法諾斯·阿納斯塔迪斯
斯特法諾斯·阿納斯塔迪斯（希臘語：Στέφανος Αθανασιάδης；1988年12月24日—）是一位希臘足球運動員。在場上的位置是前鋒。他現在效力於希臘足球超級聯賽球隊PAOK足球俱樂部。他也代表希臘國家足球隊參賽。